# فوتوما
فوتوما (به لهستانی:  Futoma) یک روستا در لهستان است که در گمینا بواژووا واقع شده‌است.
 فوتوما  ۱٬۴۰۰ نفر جمعیت دارد.